# Castelviel
Castelviel est une commune du Sud-Ouest de la France, située dans le département de la Gironde, en région Nouvelle-Aquitaine.
Ses habitants sont appelés les Castelvieillois.

## Géographie

### Localisation
La commune de Castelviel est située dans l'Entre-deux-Mers, en Benauges. Au regard de la superficie, elle arrive au 1 209e rang des 2 290 communes d'Aquitaine. L'altitude moyenne de la commune est de 110 m.
La commune se trouve à 46 km au sud-est de Bordeaux, chef-lieu du département, à 17 km au nord-est de Langon, chef-lieu d'arrondissement et à 6,5 km au sud-ouest de Sauveterre-de-Guyenne, chef-lieu de canton.

### Communes limitrophes
Les communes limitrophes en sont Saint-Sulpice-de-Pommiers au nord-est, Saint-Félix-de-Foncaude à l'est, Saint-Laurent-du-Bois au sud, Gornac à l'ouest et Coirac au nord-ouest.
| Coirac |                       | Saint-Sulpice-de-Pommiers |
| Gornac | Castelviel            | Saint-Félix-de-Foncaude   |
|        | Saint-Laurent-du-Bois |                           |

### Climat
Pour des articles plus généraux, voir Climat de la Nouvelle-Aquitaine et Climat de la Gironde.
Historiquement, la commune est exposée à un climat océanique aquitain.  
En 2020, Météo-France publie une typologie des climats de la France métropolitaine dans laquelle la commune est exposée à un climat océanique et est dans la région climatique  Aquitaine, Gascogne, caractérisée par une pluviométrie abondante au printemps, modérée en automne, un faible ensoleillement au printemps, un été chaud (19,5 °C), des vents faibles, des brouillards fréquents en automne et en hiver et des orages fréquents en été (15 à 20 jours).
Pour la période 1971-2000, la température annuelle moyenne est de 12,9 °C, avec une amplitude thermique annuelle de 14,8 °C. Le cumul annuel moyen de précipitations est de 856 mm, avec 11,6 jours de précipitations en janvier et 6,7 jours en juillet. Pour la période 1991-2020, la température moyenne annuelle observée sur la station météorologique la plus proche, située sur la commune de Saint-Sulpice-de-Pommiers à 3 km à vol d'oiseau, est de 13,8 °C et le cumul annuel moyen de précipitations est de 764,8 mm,. Pour l'avenir, les paramètres climatiques de la commune estimés pour 2050 selon différents scénarios d’émission de gaz à effet de serre sont consultables sur un site dédié publié par Météo-France en novembre 2022.

## Urbanisme

### Typologie
Au 1er janvier 2024, Castelviel est catégorisée commune rurale à habitat dispersé, selon la nouvelle grille communale de densité à sept niveaux définie par l'Insee en 2022.
Elle est située hors unité urbaine et hors attraction des villes,.

### Occupation des sols

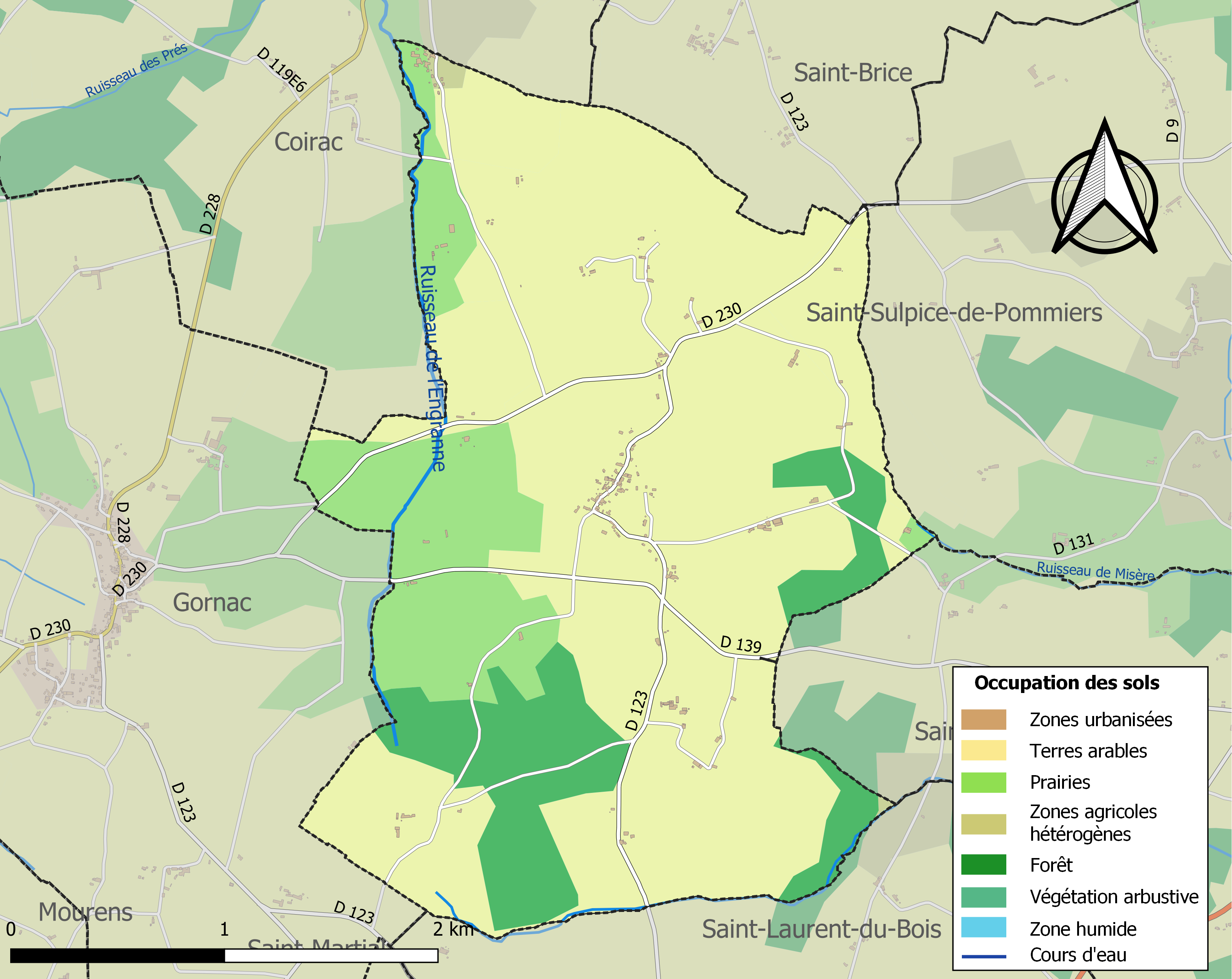
Carte des infrastructures et de l'occupation des sols de la commune en 2018 (CLC).

L'occupation des sols de la commune, telle qu'elle ressort de la base de données européenne d’occupation biophysique des sols Corine Land Cover (CLC), est marquée par l'importance des territoires agricoles (87,2 % en 2018), une proportion identique à celle de 1990 (87,2 %). La répartition détaillée en 2018 est la suivante : 
cultures permanentes (62,4 %), prairies (14,9 %), forêts (12,8 %), terres arables (9,6 %), zones agricoles hétérogènes (0,3 %). L'évolution de l’occupation des sols de la commune et de ses infrastructures peut être observée sur les différentes représentations cartographiques du territoire : la carte de Cassini (XVIIIe siècle), la carte d'état-major (1820-1866) et les cartes ou photos aériennes de l'IGN pour la période actuelle (1950 à aujourd'hui).

### Voies de communication et transports
Les principales voies de communication routière sont la route départementale D 123 qui traverse le village et mène vers le nord à Saint-Brice et Rauzan et vers le sud à Saint-Martial, la route départementale D139 qui mène vers l'ouest à Gornac et Mourens et vers l'est à Saint-Félix-de-Foncaude et la route départementale D 230 qui mène également vers l'ouest à Gornac et vers le nord-est à Sauveterre-de-Guyenne.
L'accès à l'autoroute A62 (Bordeaux-Toulouse) le plus proche est le no 3, dit de Langon, qui se situe à 18 km vers le sud-ouest.

L'accès no 1, dit de Bazas, à l'autoroute A65 (Langon-Pau) se situe à 31 km vers le sud.

L'accès le plus proche à l'autoroute A89 (Bordeaux-Lyon) est celui de l'échangeur autoroutier avec la route nationale 89 qui se situe à 33 km vers le nord-ouest.
La gare SNCF la plus proche est celle, distante de 12 km par la route vers le sud, de Caudrot sur la ligne Bordeaux-Sète du TER Nouvelle-Aquitaine. Sur la même ligne mais offrant plus d'opportunités de liaisons, la gare de La Réole se situe à 16 km par la route vers le sud-ouest et celle de Langon à 17 km par la route vers le sud-est.

### Risques majeurs
Le territoire de la commune de Castelviel est vulnérable à différents aléas naturels : météorologiques (tempête, orage, neige, grand froid, canicule ou sécheresse), inondations, mouvements de terrains et séisme (sismicité très faible). Un site publié par le BRGM permet d'évaluer simplement et rapidement les risques d'un bien localisé soit par son adresse soit par le numéro de sa parcelle.
La commune a été reconnue en état de catastrophe naturelle au titre des dommages causés par les inondations et coulées de boue survenues en 1982, 1986, 1997, 1999, 2001 et 2009,.
Les mouvements de terrains susceptibles de se produire sur la commune sont des tassements différentiels.

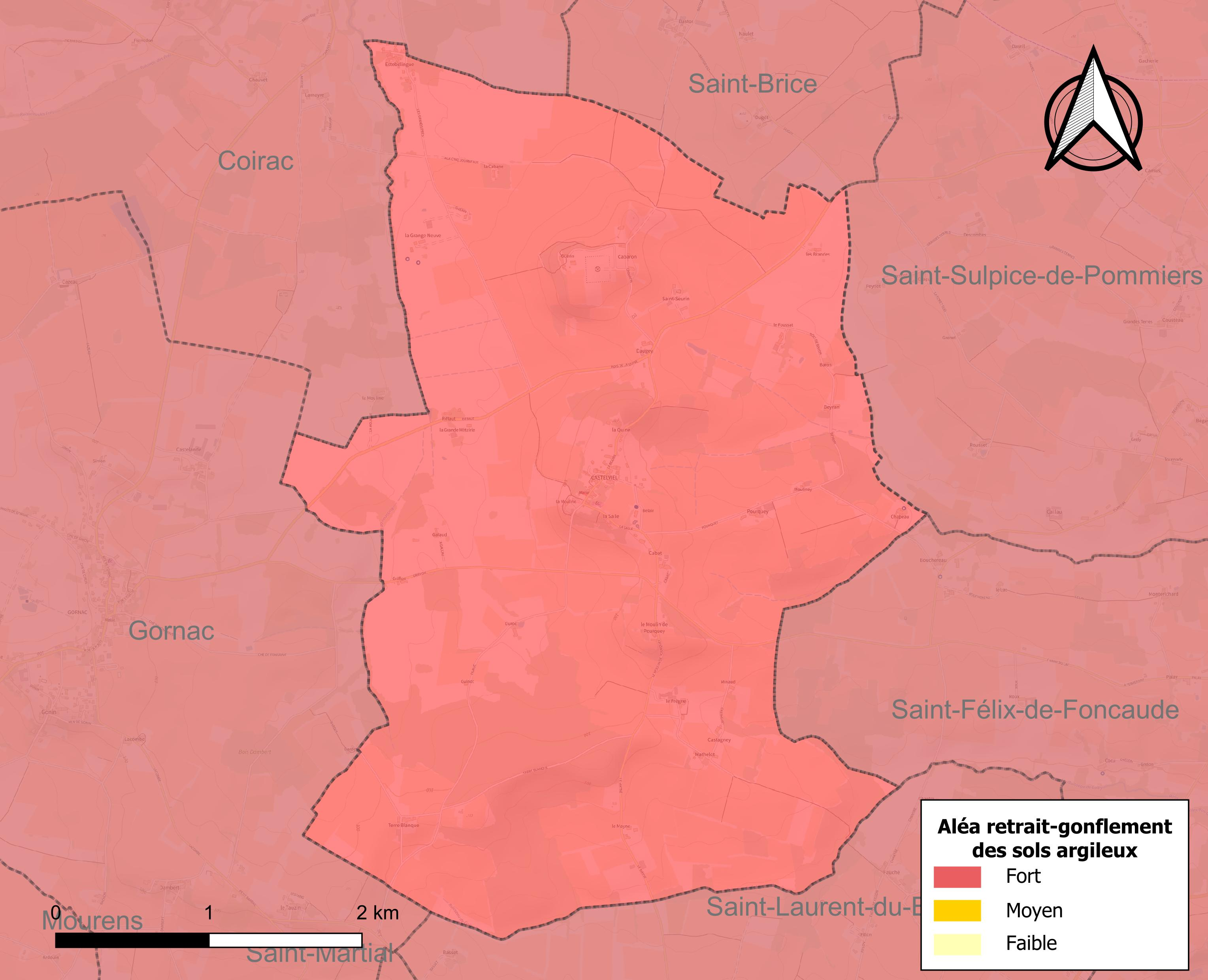
Carte des zones d'aléa retrait-gonflement des sols argileux de Castelviel.

Le retrait-gonflement des sols argileux est susceptible d'engendrer des dommages importants aux bâtiments en cas d’alternance de périodes de sécheresse et de pluie. La totalité de la commune est en aléa moyen ou fort (67,4 % au niveau départemental et 48,5 % au niveau national). Sur les 106 bâtiments dénombrés sur la commune en 2019, 106 sont en aléa moyen ou fort, soit 100 %, à comparer aux 84 % au niveau départemental et 54 % au niveau national. Une cartographie de l'exposition du territoire national au retrait gonflement des sols argileux est disponible sur le site du BRGM,.
Par ailleurs, afin de mieux appréhender le risque d’affaissement de terrain, l'inventaire national des cavités souterraines permet de localiser celles situées sur la commune.
Concernant les mouvements de terrains, la commune a été reconnue en état de catastrophe naturelle au titre des dommages causés par la sécheresse en 1989, 1991, 1992, 2002, 2011 et 2017 et par des mouvements de terrain en 1999.

## Toponymie
Le nom de la commune signifie « vieux château » (latin : castellum vetus) ; cependant, celui-ci n'existe plus et sa localisation reste un mystère. Son nom gascon est Castèth Vièlh.

## Histoire
Historiquement, Castelviel fait partie de la province de Gascogne.
À la Révolution, la paroisse Notre-Dame de Castelvieil forme la commune de Castelvieil.

## Politique et administration
| Période                                  | Période   | Identité                          | Étiquette | Qualité                                                                                             |
| ---------------------------------------- | --------- | --------------------------------- | --------- | --------------------------------------------------------------------------------------------------- |
| mars 1971                                | mars 2001 | Léon Jaumain (1921-2011)          |           | Viticulteur, conseiller municipal (mars 1965-mars 1971)                                             |
| mars 2001                                | mars 2008 | Raoul Poli, dit Roger (1930-2009) |           | Viticulteur, conseiller municipal (mars 1959-mars 1977), 1er adjoint au maire (mars 1977-mars 2001) |
| mars 2008                                | En cours  | Christiane Fouilhac               |           | Agricultrice retraitée Vice-présidente de la CC du Sauveterrois (2014-)                             |
| Les données manquantes sont à compléter. |           |                                   |           | |

## Démographie
L'évolution du nombre d'habitants est connue à travers les recensements de la population effectués dans la commune depuis 1793. Pour les communes de moins de 10 000 habitants, une enquête de recensement portant sur toute la population est réalisée tous les cinq ans, les populations de référence des années intermédiaires étant quant à elles estimées par interpolation ou extrapolation. Pour la commune, le premier recensement exhaustif entrant dans le cadre du nouveau dispositif a été réalisé en 2006.

En 2022, la commune comptait 203 habitants, en évolution de −5,58 % par rapport à 2016 (Gironde : +6,91 %, France hors Mayotte : +2,11 %).
| 1793 | 1800 | 1806 | 1821 | 1831 | 1836 | 1841 | 1846 | 1851 |
| ---- | ---- | ---- | ---- | ---- | ---- | ---- | ---- | ---- |
| 420  | 336  | 380  | 386  | 402  | 386  | 360  | 314  | 328  |

| 1856 | 1861 | 1866 | 1872 | 1876 | 1881 | 1886 | 1891 | 1896 |
| ---- | ---- | ---- | ---- | ---- | ---- | ---- | ---- | ---- |
| 315  | 307  | 314  | 331  | 322  | 289  | 267  | 255  | 253  |

| 1901 | 1906 | 1911 | 1921 | 1926 | 1931 | 1936 | 1946 | 1954 |
| ---- | ---- | ---- | ---- | ---- | ---- | ---- | ---- | ---- |
| 257  | 246  | 250  | 240  | 236  | 243  | 233  | 237  | 231  |

| 1962 | 1968 | 1975 | 1982 | 1990 | 1999 | 2006 | 2011 | 2016 |
| ---- | ---- | ---- | ---- | ---- | ---- | ---- | ---- | ---- |
| 234  | 224  | 206  | 197  | 198  | 185  | 179  | 188  | 215  |

| 2021 | 2022 | - | - | - | - | - | - | - |
| ---- | ---- | - | - | - | - | - | - | - |
| 208  | 203  | - | - | - | - | - | - | - |

En 2006, au regard de la population, Castelviel arrivait au 979e rang des 2 290 communes d'Aquitaine.

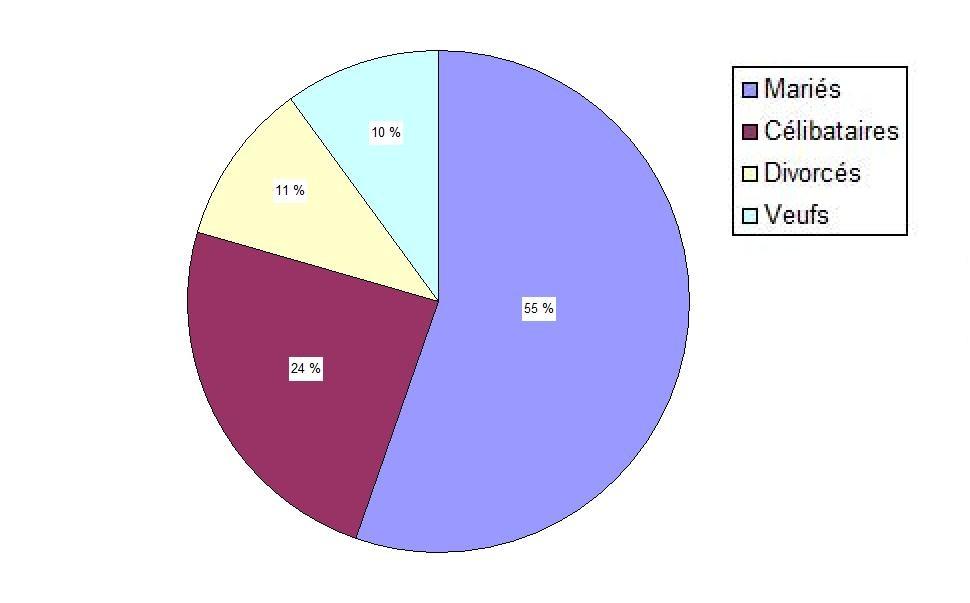
Composition de la population de Castelviel en 2006.

.En 2006, la population de la commune comportait 44,7 % d'hommes et 55,3 % de femmes (48,1 % d'hommes et 51,9 % de femmes en 1999). Les couples mariés représentaient 55,3 % de la population, les célibataires 24,1 %, les divorcés 10,6 % et les veufs 9,9 %.

## Économie
En 2006, le taux de chômage en 2006 était de 6,7 % (8,4 % en 1999), le taux d'activité de 75 % (69,7 % en 1999). Les retraités et les préretraités représentaient 27,9 % de la population (24,3 % en 1999).
En matière d'hébergement touristique, la commune abrite un gîte rural.

## Lieux et monuments
- L'église Notre-Dame, « le plus beau morceau de sculpture romane du département de la Gironde[32] », présente un portail remarquable à cinq voussures sculptées ; l"église est classée monument historique depuis 1908[33].

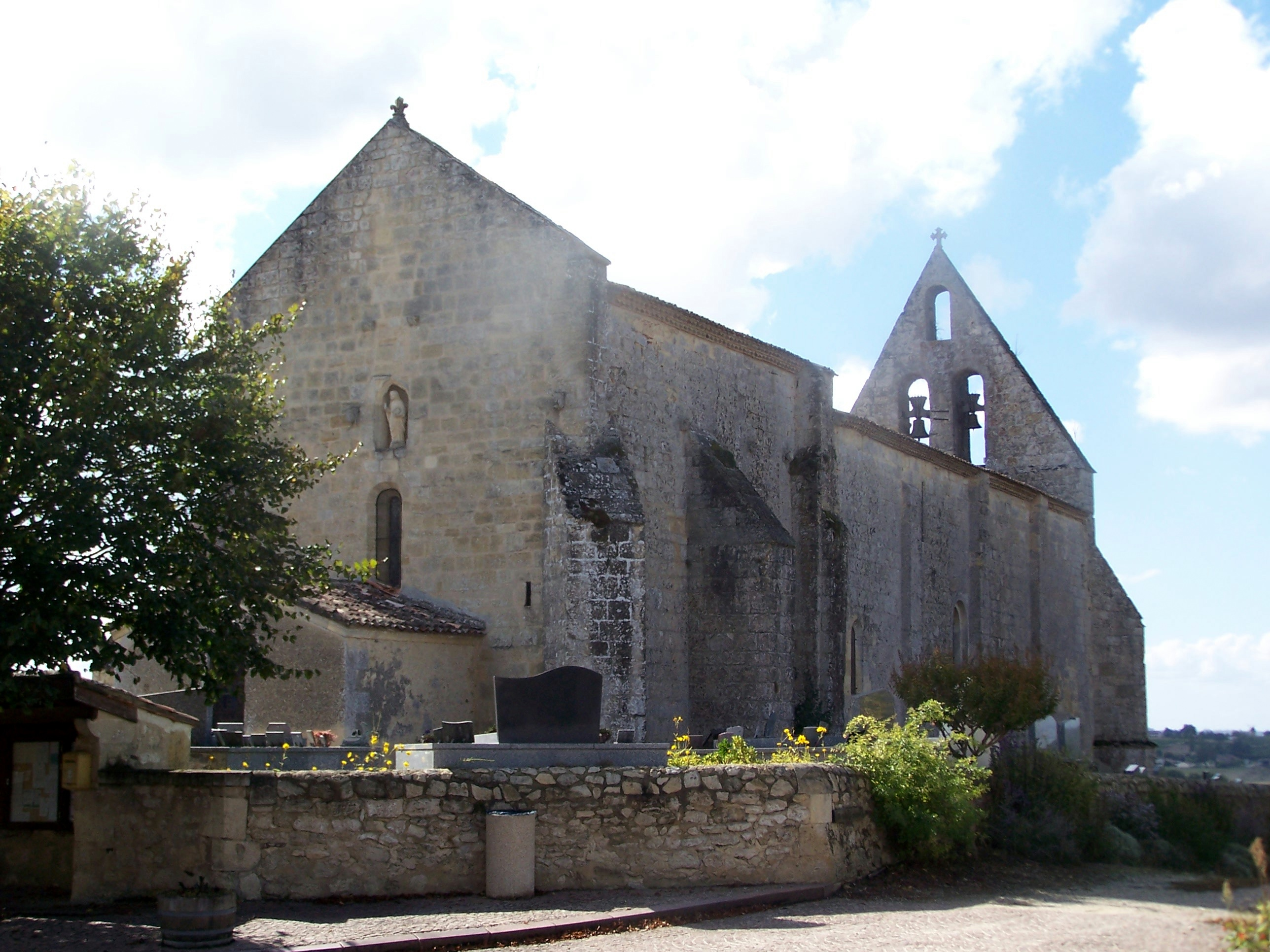
L'église Notre-Dame (sept. 2012)
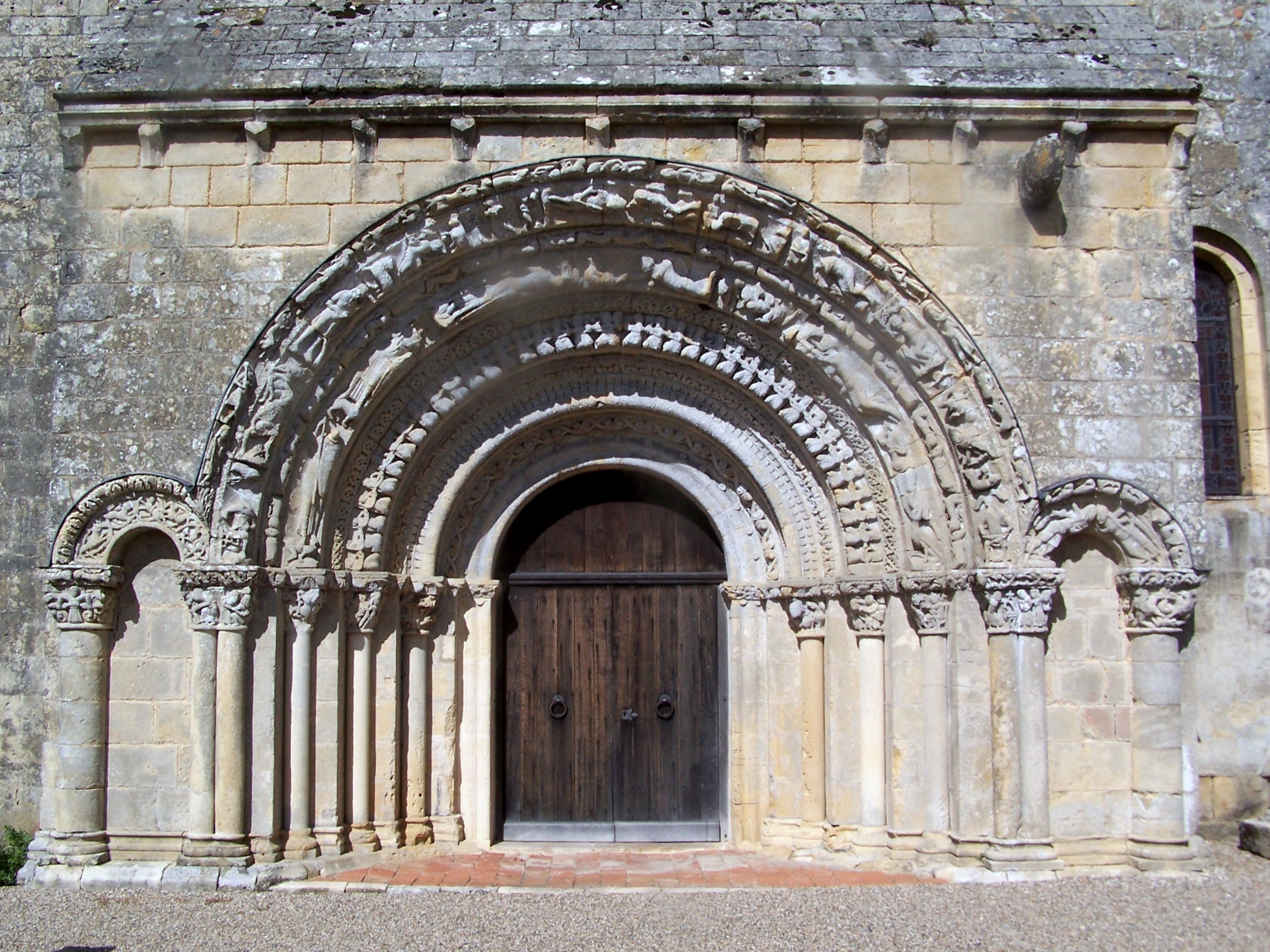
Le portail en façade sud (sept. 2012)
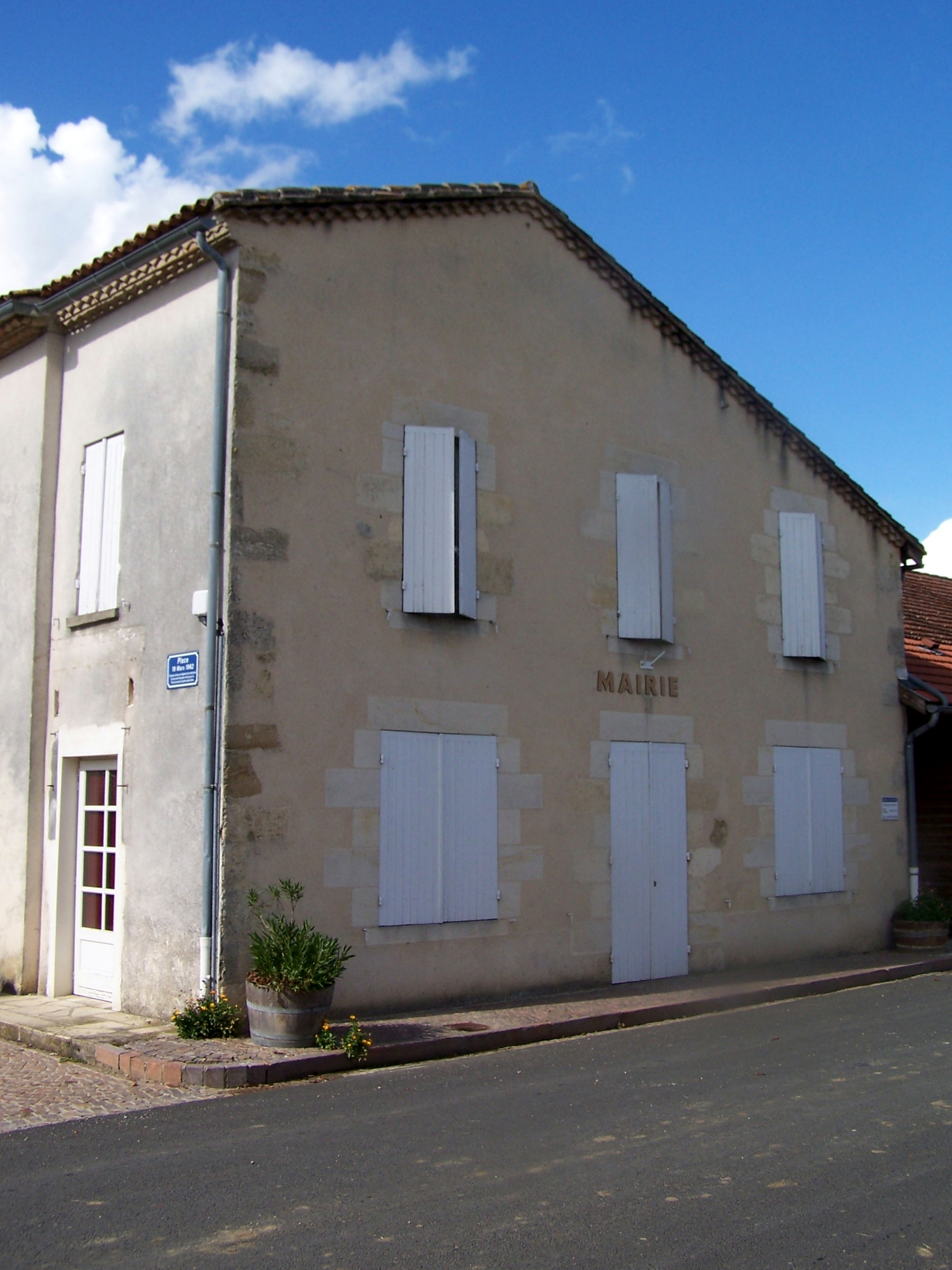
La mairie (sept. 2012)
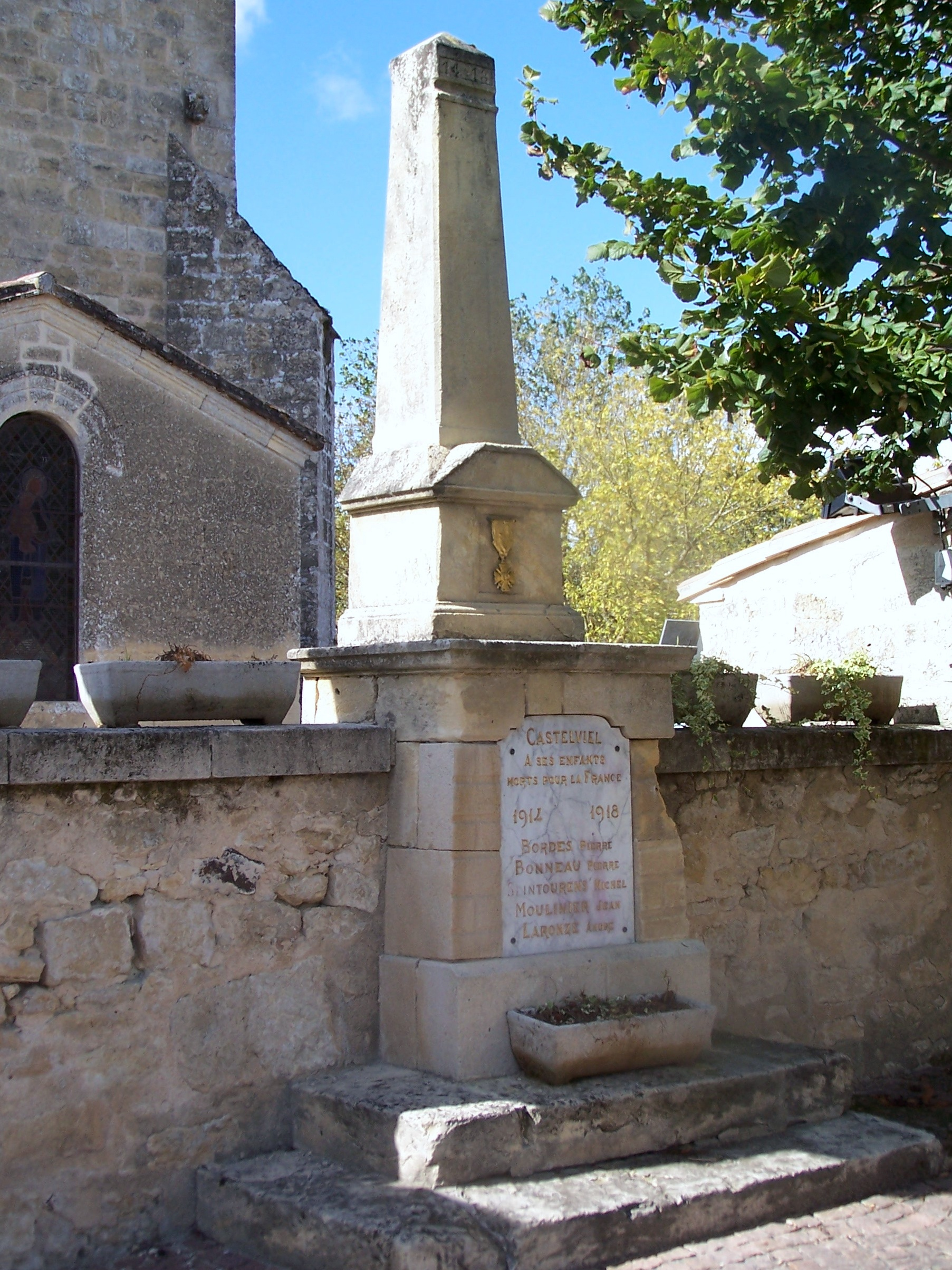
Le monument aux morts (sept. 2012)